# U.S. Route 33
Pour les articles homonymes, voir Route 33.
La U.S. Route 33 (US 33) est une US Route ayant une orientation nord-ouest vers le sud-est. Elle parcourt 709 miles (1 141 km) du nord de l'Indiana à Richmond, Virginie en passant par l'Ohio et la Virginie-Occidentale. Bien que la majorité des routes ayant un numéri impair soient des routes sud-nord, la US 33 est identifiée ouest-est, sauf en Indiana où elle est identifiée sud-nord. Elle longe approximativement un sentier historique utilisé par les Premières nations reliant le Lac Michigan à la Baie de Chesapeake.
Depuis 2018, le terminus nord de la route est à la jonction avec la US 20 au sud-est d'Elkhart, Indiana. Il se rendait, jadis, à Saint-Joseph, Michigan, et même jusqu'à Lake Michigan Beach, Michigan. Son terminus est se trouve à Richmond, Virginie. La route se prolonge ensuite comme State Route 33 (SR 33) vers West Point et Stingray Point, jusqu'à la Baie de Chesapeake près de Deltaville, Virginie.
Une partie de la US 33 a été créée en empruntant la Blue and Gray Trail en 1938 afin de promouvoir un lien direct et panoramique entre les Grands Lacs et la région Tidewater de Virginie.

## Description du tracé
|       | mi  | km    |
| ----- | --- | ----- |
| IN    | 106 | 171   |
| OH    | 237 | 381   |
| WV    | 248 | 399   |
| VA    | 139 | 224   |
| Total | 730 | 1 175 |

### Indiana
Depuis son terminus à l'intersection avec la US 20 au sud-est d'Elkhart, la US 33 coupe en diagonale vers le sud-est à travers le nord-est de l'Indiana. Elle est la rue principale (Main Street) dans plusieurs villes où elle passe, dont Elkhart, Dunlap et Churubusco. La route est le lien principal entre Fort Wayne et South Bend.
À l'ouest de Fort Wayne, la US 33 rejoint la US 30 près de l'I-69 et la suit vers le sud. Lorsqu'elle atteint l'I-469, elle l'emprunte et contourne le sud-ouest de Fort Wayne. Elle atteint la US 27 et forme un multiplex avec celle-ci vers Decatur.
À Decatur, la US 27 / US 33 devient une route sud–nord avant de croiser la US 224 et de continuer ainsi jusqu'à ce que les deux routes se séparent au sud de Decatur. La US 33 se dirige alors vers le sud-est jusqu'à la frontière avec l'Ohio.

### Ohio
En Ohio, la route suit généralement un tracé du nord-ouest au sud-est depuis le centre-ouest de l'état jusqu'au sud-est de l'état. Elle passe par un territoire majoritairement rural, à l'exception d'un segment important dans le centre-ville de Columbus. La plupart de son tracé dans l'état, surtout celui à l'est de Columbus, est construit sous la forme d'autoroute ou de voie rapide. La route atteint la rivière Ohio et traverse la frontière avec la Virginie-Occidentale.

### Virginie-Occidentale

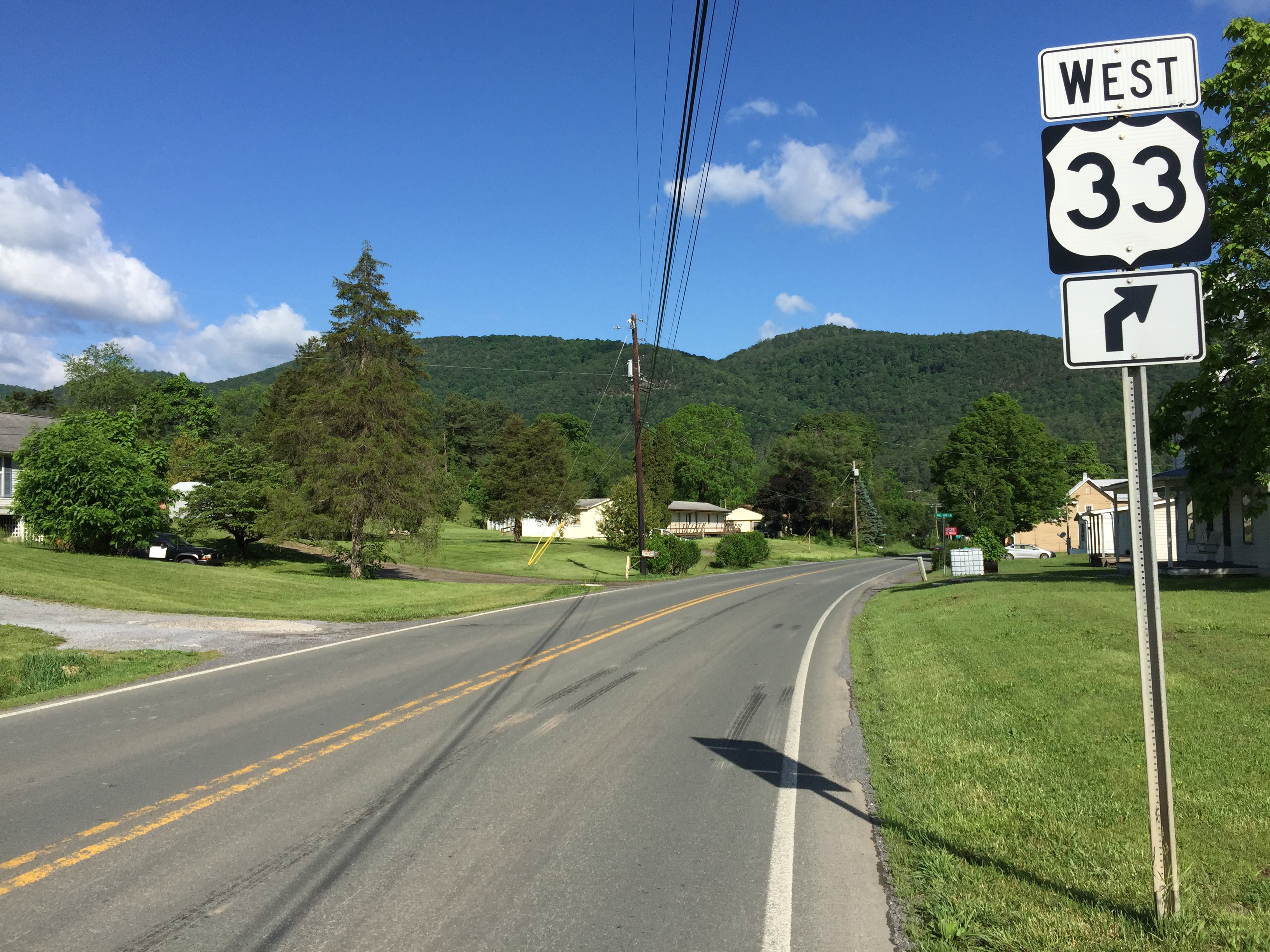
US 33 ouest dans le comté de Pendleton, Virginie-Occidentale

Peu après être entrée en Virginie-Occidentale, la US 33 bifurque vers le sud en multiplex avec l'I-77 jusqu'à Ripley. Elle s'en sépare en allant vers l'est jusqu'à ce qu'elle rejoigne la US 119 à Spencer. Elle passe ensuite dans des zones très rurales des comtés de Roane, Calhoun, Gilmer et Lewis.
La US 33 croise ensuite l'I-79 à Weston et devient une route à quatre voies dans les comtés d'Upshur et de Randolph, jusqu'à quelques miles après Elkins. Entre l'I-79 et Elkins, elle forme un multiplex avec la US 48 et, entre Norton et Elkins, avec la US 250. Le multiplex avec la US 119 prend fin à Buckhannon.
À l'est d'Elkins, la US 33 traverse la Forêt nationale de Monongahela et traverse la ligne continentale de partage des eaux entre Harman et Onego. Elle atteint Seneca Rocks et longe une branche du fleuve Potomac vers le sud. Elle traverse la rivière et atteint Judy Gap. Elle se dirige alors vers Franklin et continue vers l'est dans des régions rurales. Elle grimpe la Shenandoah Mountain au col Dry River à environ 3 450 pieds (1 050 m) pour traverser la frontière avec la Virginie.

### Virginie

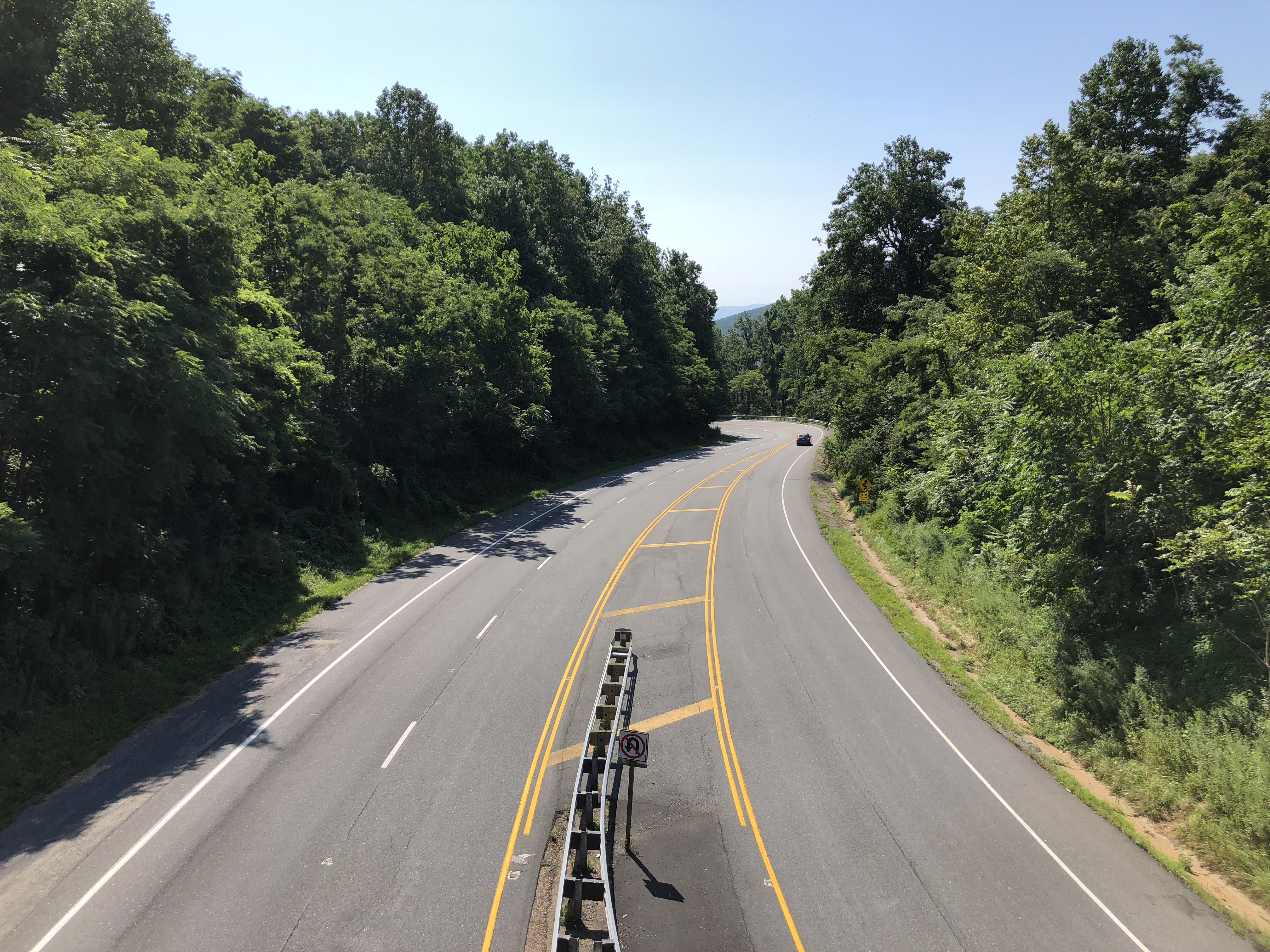
La US 33 au col Swift Run Gap dans les montagnes Blue Ridge, en Virginie.

La US 33 parcourt 139 miles (224 km) en Virginie depuis la frontière avec la Virginie-Occidentale en passant par Harrisonburg la Vallée de Shenandoah, les Blue Ridge Mountains et le Piedmont jusqu'à Richmond. Elle traverse d'abord la Shenandoah Mountain et passe ensuite par Rawley Springs. Elle atteint Harrisonburg et la traverse en se dirigeant vers l'est. Elle passe ensuite au sud de Massanutten Mountain, vers Elkton. Après Elkton, elle traverse les Blue Ridge Mountains et atteint Ruckersville suivi de Gordonsville. Là, elle forme un court multiplex avec la US 15 et se poursuit vers le sud-est. Elle traverse la ville de Louisa et atteint le nord-ouest de l'aire métropolitaine de Richmond. Elle y croise l'I-295, l'I-64 et la US 250, avec laquelle elle forme un multiplex dans la ville, jusqu'au terminus est de la US 33 au centre-ville de Richmond.

## Intersections majeures
Indiana
 US 20 à Elkhart
 US 6 au nord-est de Syracuse. Les routes forment un multiplex jusqu'à Ligonier.
 US 30 à Fort Wayne. Les routes forment un multiplex dans la ville.
 I-69 / US 24 à Fort Wayne. L'I-69 / US 33 forment un multiplex jusqu'à l'est de Roanoke. La US 24 / US 33 forment un multiplex jusqu'au nord-est d'Ellisville.
 I-469 au sud-ouest de Fort Wayne. Les routes forment un multiplex jusqu'au sud de Fort Wayne.
 US 27 au sud de Fort Wayne. Les routes forment un multiplex jusqu'à Decatur.
 US 224 à Decatur. Les routes forment un multiplex dans la ville.
Ohio
 US 127 au sud-est de Rockford
 I-75 à Wapakoneta
 US 68 à Bellefontaine
 US 36 à Marysville. Les routes forment un multiplex jusqu'à l'ouest de Marysville.
 US 42 au nord-est de New California
 I-270 à Dublin
 I-670 à Columbus
 US 23 à Columbus. Les routes forment un multiplex dans la ville.
 US 40 / US 62 à Columbus. La US 33 / US 62 forment un multiplex dans la ville.
 I-71 à Columbus
 I-70 à Columbus
 I-70 à Columbus
 I-270 à Columbus
 US 22 au sud-ouest de Lancaster
 US 50 à Athens. Les routes forment un multiplex jusqu'à l'est d'Athens.
Virginie-Occidentale
 I-77 à Silverton. Les routes forment un multiplex jusqu'à Ripley.
 US 119 à Spencer. Les routes forment un multiplex jusqu'à Buckhannon.
 US 19 à Weston. Les routes forment un multiplex dans la ville.
 I-79 / US 48 au sud-est de Weston. La US 33 / US 48 forment un multiplex jusqu'à Elkins.
 US 250 au nord de Norton. Les routes forment un multiplex jusqu'à Elkins.
 US 219 à Elkins. Les routes forment un multiplex dans la ville.
 US 220 à Franklin. Les routes forment un multiplex dans la ville.
Virginie
 US 11 à Harrisonburg. Les routes forment un multiplex autour du palais de justice du comté de Rockingham.
 I-81 à Harrisonburg
 US 340 à Elkton
 US 29 à Ruckersville
 US 15 à Gordonsville. Les routes forment un multiplex dans la ville.
 US 522 à Cuckoo. Les routes forment un multiplex dans la ville.
 I-295 au nord-ouest de Glen Allen
 I-64 à Dumbarton
 US 250 à Richmond. Les routes forment un multiplex dans la ville.
 SR 33 à Richmond